# Keiki Shimizu
Keiki Shimizu (japanisch 清水 慶記 Shimizu Keiki; * 10. Dezember 1985 in Maebashi) ist ein japanischer Fußballspieler.

## Karriere
Shimizu erlernte das Fußballspielen in der Schulmannschaft der Maebashi Commercial High School und der Universitätsmannschaft der Ryūtsū-Keizai-Universität. Seinen ersten Vertrag unterschrieb er 2008 bei Omiya Ardija. Der Verein spielte in der höchsten Liga des Landes, der J1 League. Am Ende der Saison 2014 stieg der Verein in die J2 League ab. Für den Verein absolvierte er 10 Erstligaspiele. 2016 wurde er an den Zweitligisten Thespakusatsu Gunma ausgeliehen. Für den Verein absolvierte er 73 Ligaspiele. 2018 wurde er an den Drittligisten Blaublitz Akita ausgeliehen. Für Blaublitz absolvierte er 18 Ligaspiele. 2019 kehrte er zu Omiya Ardija zurück. 2020 wechselte er zu seinem ehemaligen Verein Thespakusatsu Gunma.